# Stobski piramidi

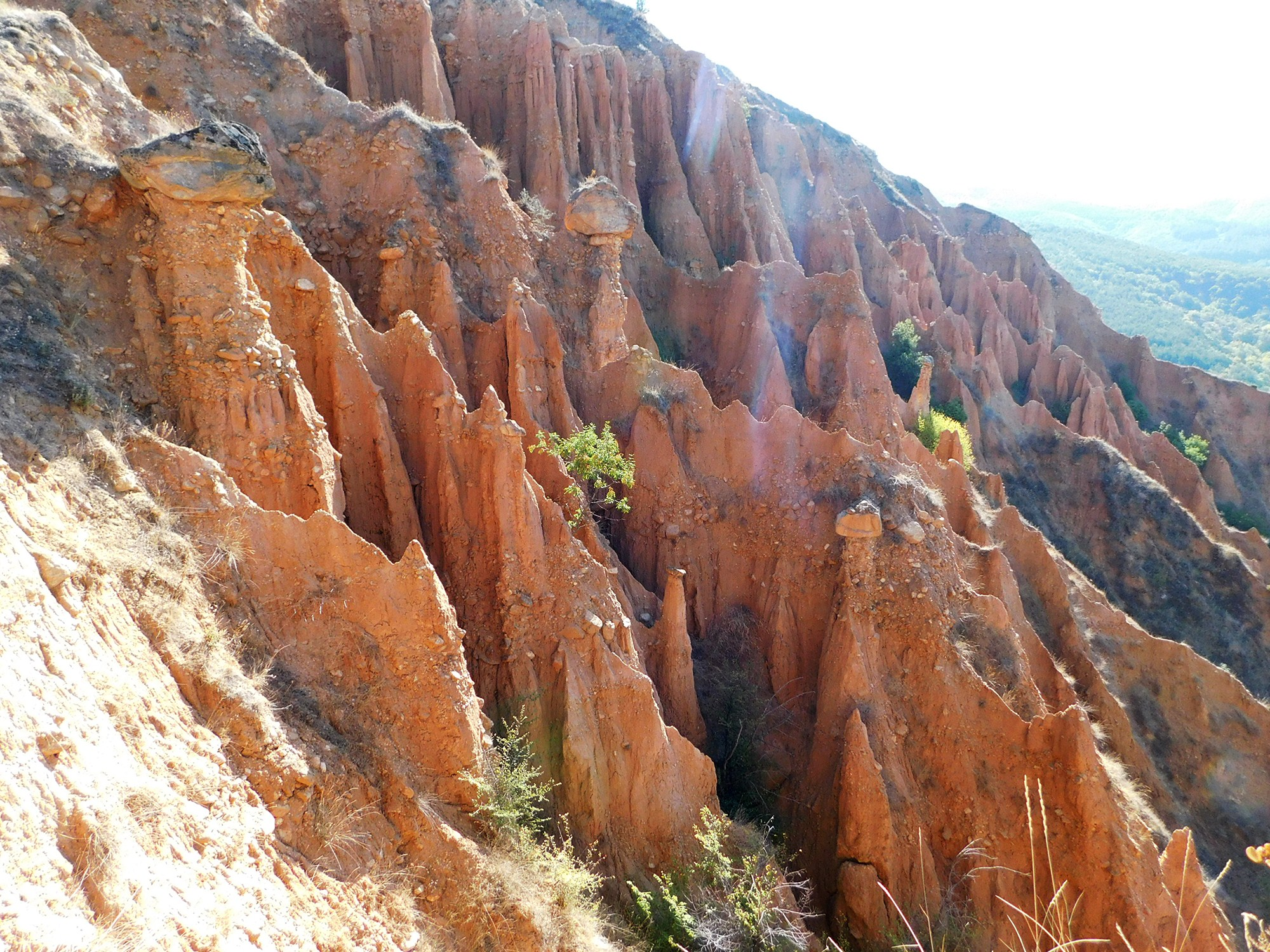
Stobski piramidi

Stobski piramidi (bułg. Стобски пирамиди) – formacje skalne w pobliżu wsi Stob w Bułgarii, 5 km od Koczerinowa i 18 km od Błagojewgradu. Wpisane na listę 100 obiektów turystycznych Bułgarii pod numerem 28a i, od 1964 roku, do rejestru pomników przyrody.
Stobski piramidi są położone na prawym brzegu rzeki Riła, pomiędzy dolinami Bukowec i Gryczkowec, u podnóża południowo-zachodniej części Riły na wysokości ok. 600–750 m n.p.m. Zajmują powierzchnię 7,4 ha. Skały są wysokie na ok. 6–10 m i mają 30–40 m grubości.
Formacje składają się z neogeńskich i czwartorzędowych piaskowców oraz zlepieńców. Wiele formacji ma swoje nazwy, jak np. Bracia, Wieże, Młoty.
W rejonie piramid zaobserwowano 198 gatunków roślin, w tym dwa endemiczne dla Bułgarii i sześć dla Bałkanów.